# Меритон, Винсент
Винсент Меритон (28 декабря 1960, Виктория (Сейшельские Острова)) — политический и государственный деятель Сейшельских Островов.

## Биография
Образование получил в Москве. Окончил социологический факультет МГУ.
Политик. Член левоцентристской Объединённые Сейшелы (ранее Прогрессивный фронт народа Сейшел и Народная партия). Генеральный директор — член Законодательного Собрания Республики Сейшельские Острова.
В 2004 году стал министром социальных дел и занятости, затем министром труда и социальной политики Республики Сейшельские Острова, затем возглавлял министерства здравоохранения и социальных дел, Министерства развития общин, молодежи и спорта, в последнее время — министерства социальных дел, развития общин и спорта. В июле 2010 года назначен государственным министром.
28 октября 2016 года стал вице-президентом вместе с Дэнни Фором. Курирует вопросы информации, «Голубой экономики», инвестиций и промышленности, информационно-коммуникационных технологий, управления рисками и преодоления чрезвычайных ситуаций, работу Совета по делам религий, вопросы строительства гражданского общества, развития внутренних и внешних островов Сейшел.
Секретарь Сейшельской ассоциации выпускников учебных заведений России и стран СНГ.

## Награды
- Медаль Пушкина (29 октября 2010 года, Россия) — за большой вклад в сохранение и популяризацию русской культуры за рубежом[3].